# Верхнебезымяновское сельское поселение
Верхнебезымя́новское се́льское поселе́ние — муниципальное образование в составе Урюпинского района Волгоградской области.
Административный центр — хутор Верхнебезымянский.

## История
Верхнебезымяновское сельское поселение образовано 30 марта 2005 года в соответствии с Законом Волгоградской области № 1037-ОД.
4 июля 2013 года в соответствии с Законом Волгоградской области № 67-ОД из учётных данных исключен хутор Рышинский.

## Население
| 2010 | 2012 | 2013 | 2014 | 2015 | 2016 | 2017 |
| ---- | ---- | ---- | ---- | ---- | ---- | ---- |
| 753  | ↘747 | ↘725 | ↘711 | ↘687 | ↘669 | ↘650 |
| 2018 | 2019 | 2020 | 2021 |      |      |      |
| ↘635 | ↘621 | ↘614 | ↘598 |      |      |      |

## Состав сельского поселения
| № | Населённый пункт  | Тип населённого пункта        | Население |
| - | ----------------- | ----------------------------- | --------- |
| 1 | Верхнеантошинский | хутор                         | 44        |
| 2 | Верхнебезымянский | хутор, административный центр | 569       |
| 3 | Нижнеантошинский  | хутор                         | 140       |